# Sant Andreu d'Oleta
Sant Andreu d'Oleta és el nom de l'església parroquial del poble d'Oleta, del terme comunal d'Oleta i Èvol, a la comarca del Conflent, de la Catalunya del Nord.
És al bell mig de l'allargassat nucli de població principal d'Oleta, al peu de la carretera principal, l'Avinguda del General de Gaulle i just al nord de l'estació del Tren Groc.

## Història
L'edifici està documentat per primer cop el 1069, aleshores sota l'advocació de Santa Maria. Va ser la seu d'una pabordia de canonges de Sant Agustí que depenia de Santa Maria de Cornellà de Conflent fins al 1592. Del 1597 al 1611 l'església fou objecte d'una considerable restauració i ampliada. El 1603 va rebre el títol de parròquia. En beneir-la Antoni Gallart, bisbe d'Elna, la rededicà a Sant Andreu, que era el patró de l'església d'Èvol, que aquell any perdé la categoria de parroquial. S'invertia així el paper de les dues esglésies, atès que fins aleshores Santa Maria d'Oleta era sufragània de Sant Andreu d'Èvol.

## L'edifici
L'església té una nau principal, dues naus laterals simètriques i un presbiteri quadrat. Conserva a l'esquerra de l'altar major l'absis romànic originari. Els retaules estan dedicats als sants Cosme i Damià (1611), al Sant Crist i al Roser (tots dos del segle XVII). El campanar, del segle xix, té punts de semblança amb el de Santa Maria del Voló, del 1861.

## Finestra romànica delCastell d'Èvol
A la façana occidental de l'església hi ha una finestra geminada romànica, amb la columna central dotada d'un capitell esculpit, probablement procedent del Castell d'Èvol.